# Kitti (gemeente)

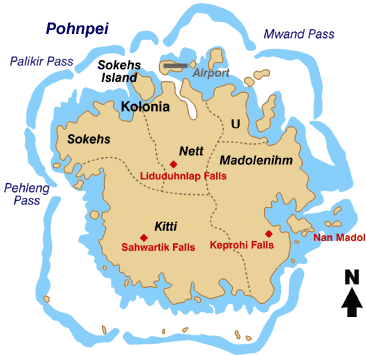
Landkaart van Pohnpei met de verschillende gemeenten. Kitti ligt in het zuidwesten.

Kitti is een van de gemeenten van de staat Pohnpei in Micronesia. Kitti grenst in het oosten aan Madolenihmw en in het noorden aan Sokehs en Nett.
Kapingamarangi · Kitti · Kolonia · Madolenihmw · Mokil · Nett · Ngatik · Nukuoro · Oroluk · Pingelap · Sokehs · U · Sapwalap